# Nebojša
Nebojša er et drengenavn, det stammer fra Serbien. Nebojsa betyder "uden frygt". 
Der er i Danmark pr. januar 2011 46 personer, der hedder Nebojsa.
| Fornavne | Spire Denne artikel om et fornavn er en spire som bør udbygges. Du er velkommen til at hjælpe Wikipedia ved at udvide den. |